# Candelaria
Канделярія (Candelaria) — рід лишайників родини Candelariaceae. Назва вперше опублікована 1852 року.

## Будова
Талом розеткоподібний чи неправильної форми, дрібнолопатевий або майже лускатий. Лопаті у вигляді маленьких перисторозсічених лусочок, по краю припіднімаються над субстратом. Краї лопатей покриті численними дрібнозернистими ізидіями. Апотеції рідкісні, сидячі, леканоринові. Талом жовто-зелений чи помаранчевий.

## Поширення та середовище існування
В Україні зустрічається один вид Candelaria concolor.

## Галерея

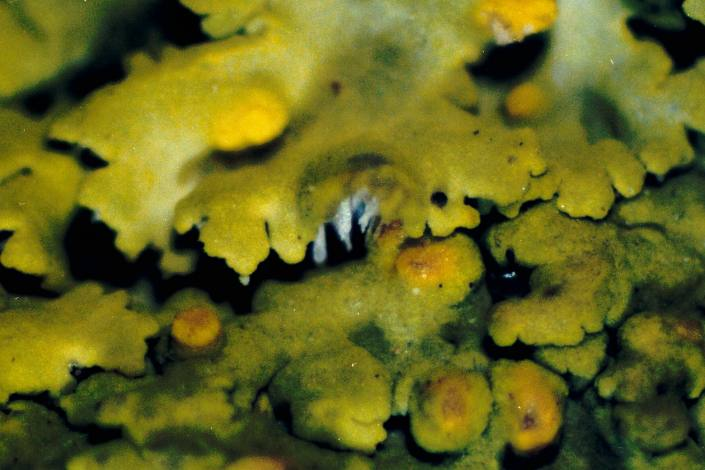
Талом Candelaria fibrosa
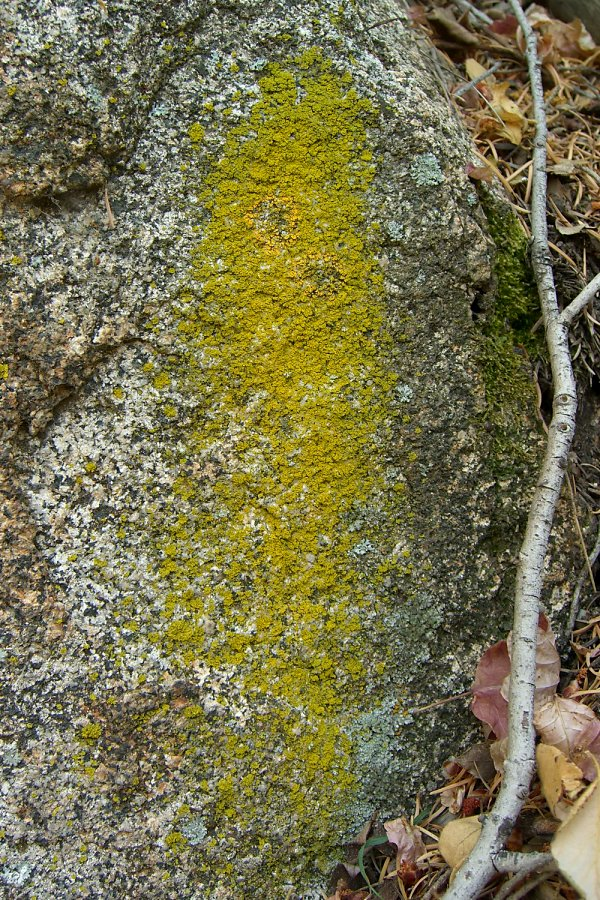
Candelaria concolor

## Види
База даних Species Fungorum станом на 13.10.2019 налічує 5 видів роду Candelaria:
- Candelaria asiatica D.Liu & J.S.Hur, 2018
- Candelaria concolor (Dicks.) Arnold, 1879
- Candelaria crawfordii (Müll.Arg.) P.M.Jørg. & D.J.Galloway, 1992
- Candelaria fibrosoides M.Westb. & Frödén, 2007
- Candelaria pacifica M.Westb. & Arup, 2011